# Stützenhof
Stützenhof ist ein Gemeindeteil der Stadt Schillingsfürst im Landkreis Ansbach (Mittelfranken, Bayern). Stützenhof liegt in der Gemarkung Schillingsfürst.

## Geografie
Der Weiler liegt am Ebertsmühlengraben, einem linken Zufluss der Wörnitz. 0,5 km südöstlich erhebt sich der Kellerberg (534 m ü. NHN), 0,75 km nordöstlich das Bergfeld (526 m ü. NHN) und 1,5 km nördlich der Vetschenberg (529 m ü. NHN). Ein Anliegerweg führt nach Bersbronn (0,2 km nordwestlich).

## Geschichte
Mit dem Gemeindeedikt (frühes 19. Jahrhundert) wurde Stützenhof dem Steuerdistrikt und der Munizipalgemeinde Schillingsfürst zugewiesen.

## Einwohnerentwicklung
| Jahr      | 001818 | 001840 | 001861 | 001871 | 001885 | 001900 | 001925 | 001950 | 001961 | 001970 | 001987 |
| Einwohner | 12     | 9      | 5      | 4      | 4      | 13     | 13     | 17     | 12     | 19     | 13     |
| Häuser    | 2      | 2      |        |        | 1      | 3      | 2      | 3      | 2      |        | 3      |
| Quelle    | [ 7 ]  | [ 8 ]  | [ 9 ]  | [ 10 ] | [ 11 ] | [ 12 ] | [ 13 ] | [ 14 ] | [ 15 ] | [ 16 ] | [ 1 ]  |

## Religion
Der Ort ist seit der Reformation evangelisch-lutherisch geprägt und bis heute nach St. Martin (Wörnitz) gepfarrt. Die Einwohner römisch-katholischer Konfession sind nach Kreuzerhöhung (Schillingsfürst) gepfarrt.